# Juliette Hassine
Pour les articles homonymes, voir Hassine.
Juliette Hassine (en hébreu : ז'ולייט חסין), née le 9 mai 1948 au Maroc et morte le 3 août 2010 en Israël, est une historienne de la littérature, spécialiste de littérature comparée et en particulier de Marcel Proust, traductrice et critique littéraire.

## Biographie
Juliette Hassine émigre avec sa famille en Israël à l'âge de 14 ans en 1962. Elle obtient son baccalauréat en Israël. Ses langues d'expression sont le français, l'hébreu et l'arabe. Elle a été professeur de littérature comparée à l'Université Bar-Ilan à Tel-Aviv en Israël. Depuis 1975, elle était titulaire d'un doctorat ès Lettres de l'Université Paris-Sorbonne à Paris. Elle faisait partie de l'association des écrivains israéliens.

## Œuvres
- Essai sur Proust et Baudelaire, Nizet, Paris, 1979.
- Ésotérisme et écriture dans l'œuvre de Proust, Paris, 1990.
- Marranisme et hébraïsme dans l'œuvre de Proust, Minard, Paris, 1994.
- Proust à la recherche de Dostoïevski Édition Nizet, 2000.
- Proust au tournant des siècles 1 et 2 / textes réunis par Bernard Brun et Juliette Hassine / Paris : Lettres modernes Minard, 2004.
- (it) Appartenenza e differenza : ebrei d'Italia e letteratura Firenze, Giuntina, 1998, (co-auteurs avec Jacques Misan-Montefiore et Sandra Debenedetti Stow).
- (he) Soliḳah ha-tsadeḳet harugat ha-malkhut, Yerushalayi : Mosad Byalik, 2012. (Biographie au Maroc, Hatoel Solika 1820-1834).